# Lascelles Abercrombie
Lascelles Abercrombie (Ashton upon Mersey, 9 gennaio 1881 – Londra, 27 ottobre 1938) è stato un poeta, scrittore e critico letterario inglese.
Tra il 1911 e il 1914 partecipò al gruppo letterario del poeti di Dymock con Robert Frost e Rupert Brooke. Nel 1935 ottenne la cattedra all'Università di Oxford.
È fratello di Patrick Abercrombie.

## Opere

### Opere poetiche
- 1908 – Interludes and poems
- 1912 – Emblems of love
- 1912 – Deborah
- 1928 – Twelve idylls («Dodici idilli»)
- 1911 e 1930 – The sale of St. Thomas («La vendita di San Tommaso»)
- 1930 – Collected poems

### Saggi critici
- 1912 e 1927 – Thomas Hardy
- 1913 – Speculative dialogues
- 1922 – An essay towards a theory of art
- 1923 – «Princìpi di prosodia inglese»
- 1925 – The idea of great poetry
- 1932 – Poetry: its music and meaning